# مبادئ باريس
تم تحديد مبادئ باريس في ورشة العمل الدولية الأولى حول المؤسسات الوطنية لتعزيز وحماية حقوق الإنسان التي عقدت في باريس في 7-9 أكتوبر 1991. تم تبنيها من قبل لجنة حقوق الإنسان التابعة للأمم المتحدة بموجب القرار 1992/54 لعام 1992، والجمعية العامة للأمم المتحدة في قرارها 48/134 لعام 1993. تتعلق مبادئ باريس بوضع وعمل المؤسسات الوطنية لحماية وتعزيز حقوق الإنسان.
بالإضافة إلى تبادل الآراء حول الترتيبات القائمة، وضع المشاركون في ورشة العمل سلسلة شاملة من التوصيات حول دور المؤسسات الوطنية لحقوق الإنسان وتكوينها وحالتها ووظائفها. 

## الشروط الخمسة
تحدد مبادئ باريس عددًا من مسؤوليات المؤسسات الوطنية، والتي تقع تحت خمسة عناوين.
- أولاً: تراقب المؤسسة أي حالة انتهاك لحقوق الإنسان تقرر تناولها.
- ثانياً: يجب أن تكون المؤسسة قادرة على تقديم المشورة للحكومة والبرلمان وأي هيئة مختصة أخرى بشأن انتهاكات محددة، بشأن القضايا المتعلقة بالتشريعات والامتثال العام والتنفيذ للمواثيق الدولية لحقوق الإنسان.
- ثالثاً: أن تكون المؤسسة مرتبطة بمنظمات إقليمية ودولية.
- رابعاً: يكون للمؤسسة تفويض للتثقيف والإعلام في مجال حقوق الإنسان.
- خامسًا: تُمنح بعض المؤسسات اختصاصًا شبه قضائيًا. [2]

يعد الامتثال لمبادئ باريس المطلب الرئيسي لعملية الاعتماد التي تنظم وصول المؤسسات الوطنية لحقوق الإنسان إلى مجلس حقوق الإنسان التابع للأمم المتحدة والهيئات الأخرى. وهو نظام مراجعة النظراء تديره لجنة فرعية تابعة للتحالف العالمي للمؤسسات الوطنية لحقوق الإنسان.

## روابط خارجية
- National Human Rights Institutions Forum (NHRIs Global network) at the Library of Congress (نسخة محفوظة 2002-09-15)